# Movimiento Hora Zero
El Movimiento Hora Zero fue un movimiento vanguardista de poesía surgido a principios de la década de 1970, en el Perú. Jorge Pimentel y Juan Ramírez Ruiz fueron sus fundadores. Y el documento, considerado como su partida de nacimiento, fue el manifiesto Palabras Urgentes, suscrito por ambos poetas.

## Primera etapa (1970)

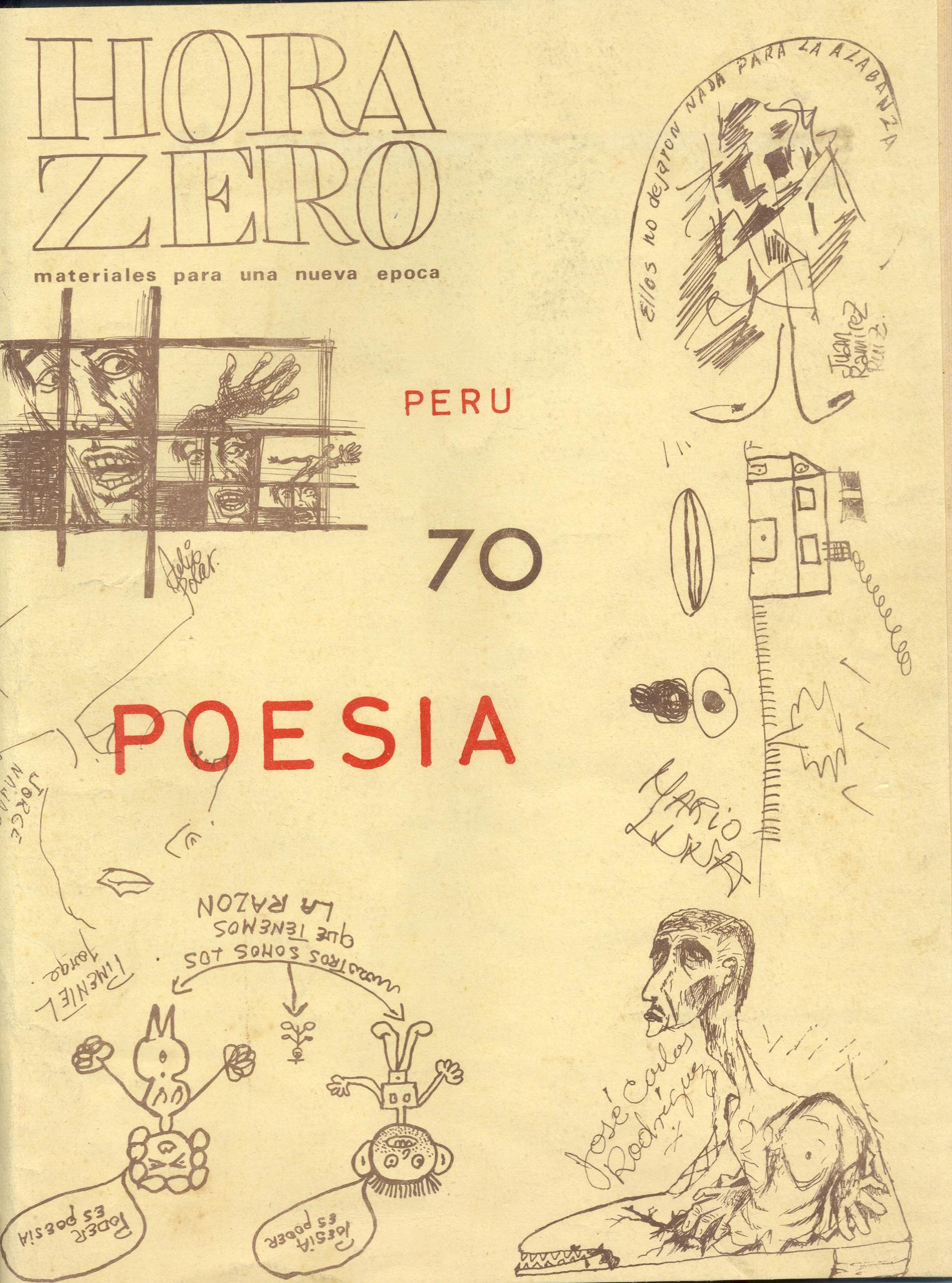
Portada de revista Hora Zero, 1970.

En 1965 Jorge Pimentel (Lima, 1944) ingresa a la Universidad Nacional Federico Villarreal de Lima, para seguir estudios de letras y literatura, y allí conoce a Juan Ramírez Ruiz (Chiclayo, 1946). En enero de 1970 ellos suscriben el manifiesto Palabras Urgentes, texto fundacional  que fue publicado en la revista Hora Zero, en la que también se dieron a conocer poemas de ambos  autores así como otros poetas integrantes del grupo, como Mario Luna, Julio Polar, Jorge Nájar (Pucallpa, 1946) y José Carlos Rodríguez.
Con este primer manifiesto, el Movimiento se opuso a los poderes y élites que dominaban la poesía peruana y cuestionaron el canon poético nacional —con la excepción de César Vallejo— para propugnar una nueva poesía, una más cercana a la vida diaria, a las clases marginadas, y a la realidad del Perú.
Pimentel publicó su primer libro, Kenacort y Valium 10, en diciembre de 1970, al que le siguió, a fines del año siguiente, Un par de vueltas por la realidad (1971), de Ramírez Ruiz. Finalmente, el mismo año, Enrique Verástegui (Lima, 1950)  publicó En los extramuros del mundo. Estas tres operas primas son consideradas los paradigmas estéticos del vitalismo y el aliento libertario de Hora Zero, colectivo que crecía acompañado de una gran repercusión de la prensa.
Con el liderazgo de Pimentel y Ramírez Ruiz, Hora Zero ganó muchos adeptos y fundó filiales en provincias (Callao, Chiclayo, Chimbote, Huancayo, Pucallpa, Iquitos), alentando el surgimiento de poetas en todo el país como parte de su proyecto democratizador -no solo de la poesía sino de las artes en general- y de rompimiento con el elitismo del conservador círculo literario de Lima. 
Algunos de esos talentos llegaron a consolidar una obra que ya cuenta con mucho prestigio, como es el caso del ya citado Nájar, José Cerna (Chachapoyas, 1949). Otros poetas destacados de provincias son César Gamarra (Huancayo, 1949), Ángel Garrido (Cerro de Pasco, 1952), Bernardo Rafael Álvarez (Pallasca, 1954), Rubén Urbizagástegui (Cajatambo, 1945).
Junto al crecimiento de los militantes horazerianos y los recitales por diferentes regiones del Perú, aparecieron los enfrentamientos. Los poetas de Hora Zero se enfrentaron a los apristas y a los partidos políticos de extrema izquierda, quienes -celosos ante la acogida e independencia del movimiento- saboteaban violentamente sus recitales en las universidades nacionales.

## Segunda etapa (1977)

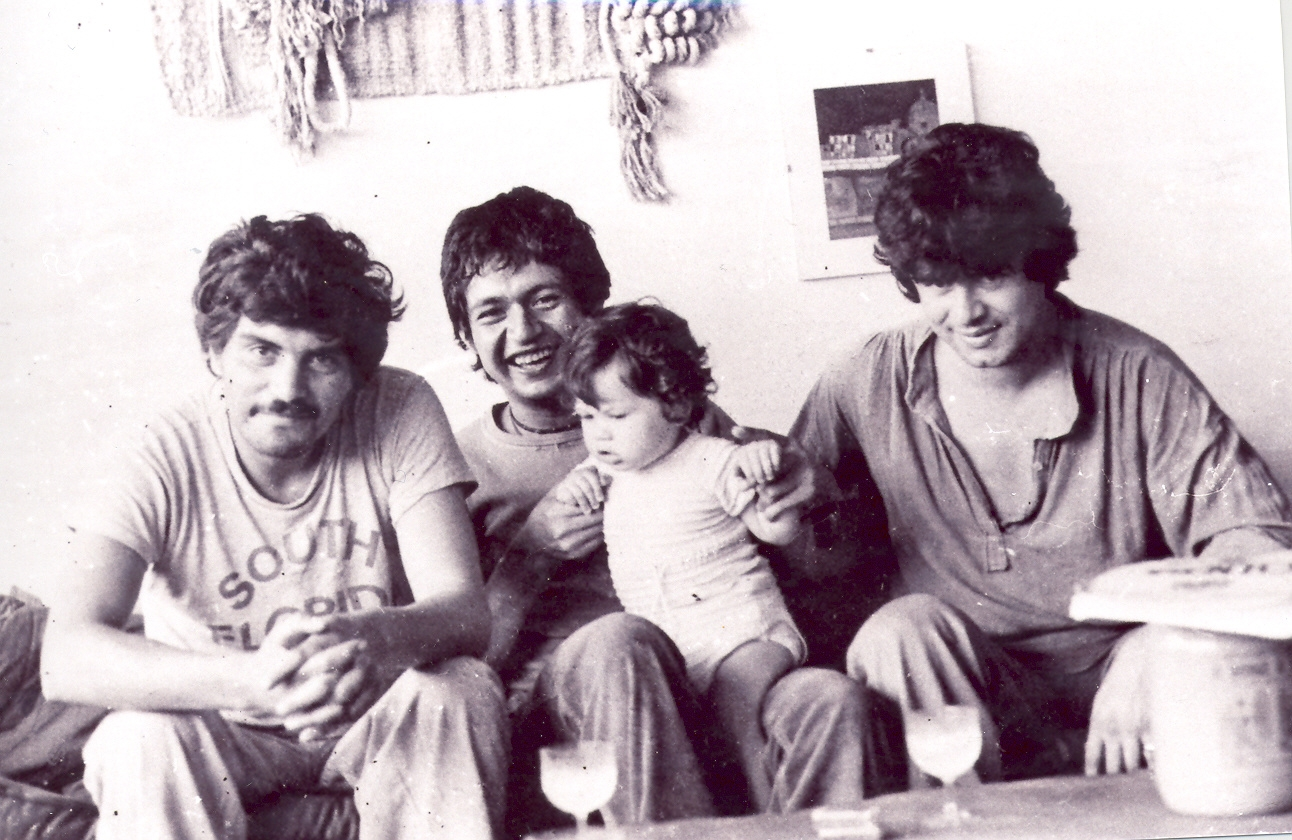
Tulio Mora, Eloy Jáuregui, Sebastián Pimentel y Jorge Pimentel, Miraflores, Lima, 1977.

Jorge Pimentel regresa a Lima en 1974, después de una estancia de dos años en España, con el propósito de seguir liderando Hora Zero. Durante este tiempo, Juan Ramírez Ruiz había preferido apartarse, y para 1973 el movimiento se había disuelto. Para que renazca Hora Zero, Pimentel necesitaba la complicidad de otra figura decisiva para la historia del grupo: Tulio Mora (Huancayo, 1949), quien había pertenecido al grupo de poetas de la Universidad de San Marcos que hacia fines de los sesenta editaban la revista Estación Reunida. Desde el principio se había manifestado su gran afinidad con los miembros de Hora Zero y con sus propuestas. Tanto es así que estuvo a punto de unirse al grupo en 1971, en el Primer Congreso de Hora Zero, pero por problemas surgidos durante las discusiones no lo hizo. 
Pero 1976 Mora regresa a Lima después de un viaje por Europa y afianza su amistad con Pimentel. Al año siguiente, ambos deciden relanzar Hora Zero, en lo que llamaron la "segunda etapa". Ya como miembro del movimiento, el mismo año Mora publica su primer poemario, Mitología, una plasmación renovadora de la propuesta del "poema integral" horazerista. Otro aporte decisivo para este relanzamiento fue el manifiesto Contragolpe al viento, que Enrique Verástegui ayuda a escribir desde Menorca (España).
Esta también se conoce como la etapa internacional de Hora Zero. En 1978, Mora viaja a México y estrecha lazos con los infrarrealistas (Infrarrealismo), agrupación que el mexicano Mario Santiago Papasquiaro y el chileno Roberto Bolaño fundaron en 1974 bajo una declarada admiración por Hora Zero y sus poetas. Según Bolaño:

"[...] En general estábamos de acuerdo en que la joven poesía peruana era de lejos la mejor que se hacía en Latinoamérica en aquel momento, y cuando fundamos el infrarrealismo lo hicimos pensando no poco en Hora Zero, del cual nos sentíamos arte y parte. [...]"
Roberto Bolaño

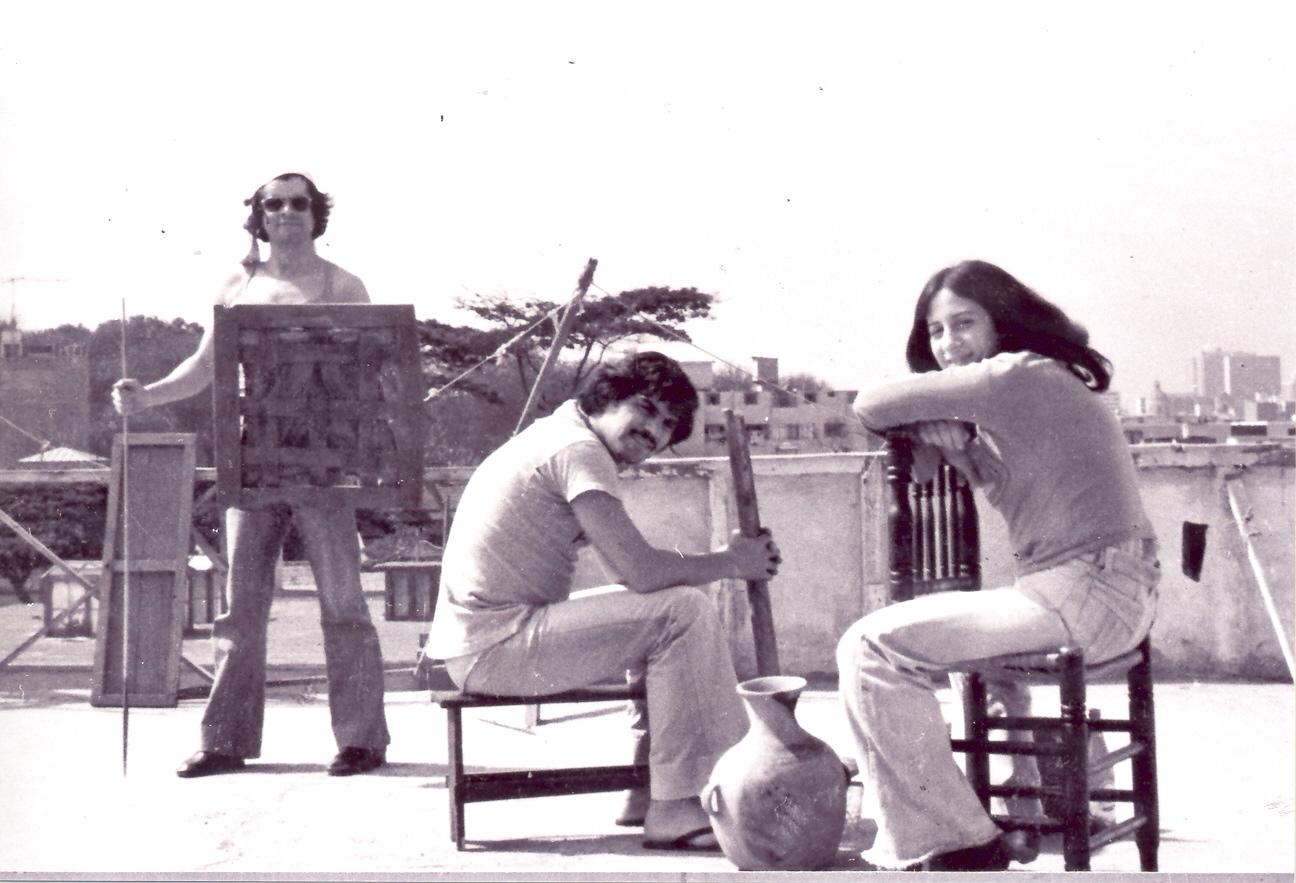
Jorge Pimentel, Tulio Mora y Ana María Chagra en azotea de casa comunal de Torres Paz 958, en Santa Beatriz, Lima, 1977.

En París, por su parte, Verástegui, Carmen Ollé, y José Carlos Rodríguez congregan a poetas francófonos griegos (Dimitri Analis), argelinos, marroquíes (Tahar Ben Jelloun), mexicanos, belgas, los franceses Tristán Cabral y André Laude, para redactar y publicar el manifiesto Message D'Ailleurs (Mensaje desde allá, 1978), lo que da medida del influjo internacional de Hora Zero (el alcalde de París Jacques Chirac llegó a reaccionar ante una octavilla repartida en uno de los recitales de su partido, llamándolos "revolucionarios de café").
Durante la segunda mitad de los años setenta y la primera de los ochenta, Hora Zero continuó sus quehaceres en Perú con sus llamados "actos contundentes": marchas, pronunciamientos, recitales masivos en pueblos jóvenes, playas de estacionamiento, universidades y provincias del país, eventos que solían realizarse en el marco de fiestas populares. Los poetas horazerianos y sus amigos —entre ellos otros artistas e intelectuales identificados con el movimiento como Raúl Gallegos, Nené Herrera, José Antonio Ríos, Alberto Escalante, el pintor Carlos Ostolaza— fueron conocidos en esa época por su intensa vida bohemia, concentrada alrededor de bares del centro de Lima como el Wony, Chino Chino, Palermo, La Llegada, y, en los últimos años, el bar Queirolo.

## Estética del Movimiento: el poema integral

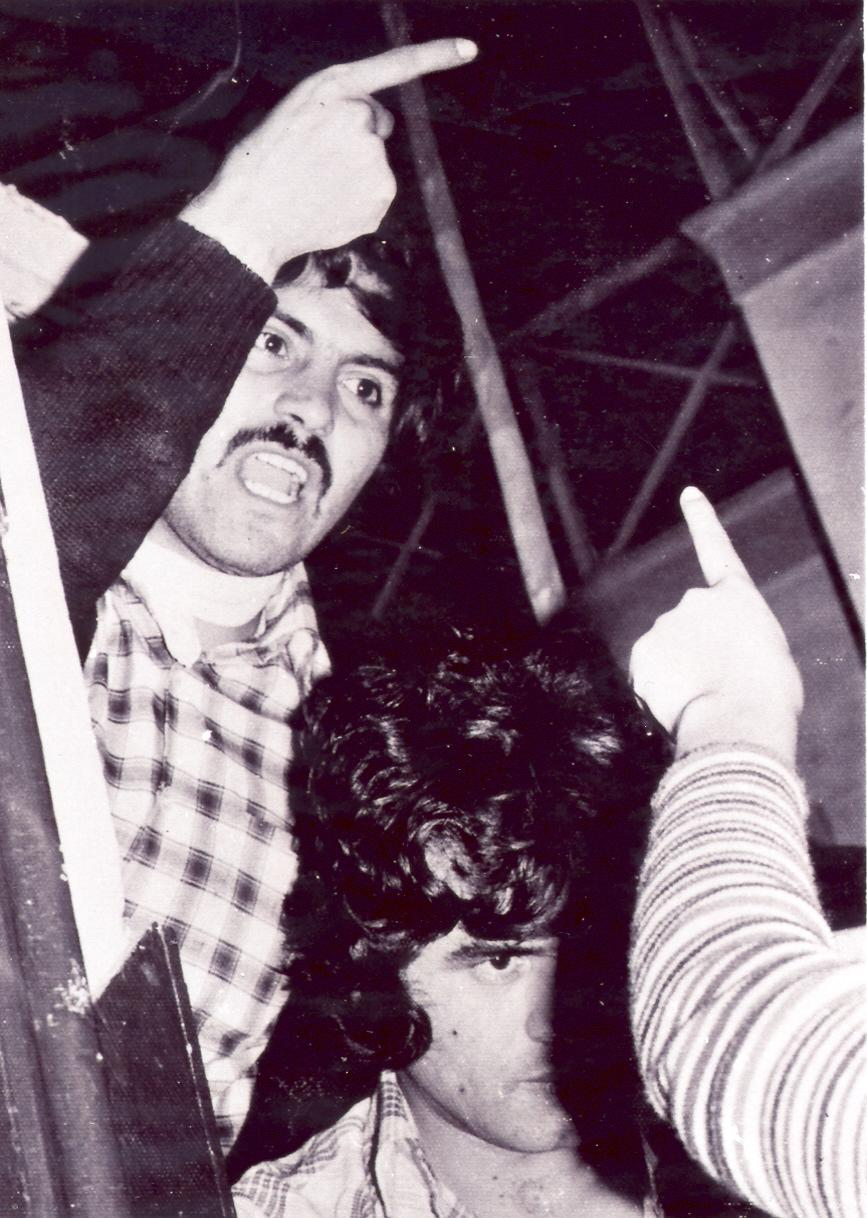
Mora y Pimentel en encendido debate, casa de Torres Paz, 1977.

Como en toda vanguardia del siglo XX, el de Hora Zero fue un proyecto revolucionario que pretendió transformar la vida con un nuevo arte, con una nueva poesía, y liberar al hombre de su alienación espiritual provocada por una sociedad capitalista y burguesa que también consideraron subdesarrollada y colonizada tanto cultural como económicamente. Pero Hora Zero, además, pretendió democratizar la poesía, y se entendió como un movimiento popular y descentralizado, que buscó recoger la cultura viva y múltiple del país (y de Latinoamérica), sacando la poesía a la calle o a la inmediatez vital del hombre común.
La estética de Hora Zero fue ideada y postulada por Jorge Pimentel y Juan Ramírez Ruiz. Ya se habla de ella en las primeras entrevistas a ambos. Sin embargo, recién se enarbolará, explícitamente, en el primer libro de poemas de un integrante de Hora Zero: Kenacort y Valium 10 (1970) de Pimentel. En el manifiesto titulado "Nosotros tenemos la razón", incluido en "Kenacort y Valium 10", se nombra y define por primera vez a la poesía integral en los acápites "Poesía de la calle" y "Una poesía integral" (p. 17); este es un manifiesto firmado por "Movimiento Hora Zero", pero se pueden reconocer las declaraciones de Pimentel y Ramírez a los medios de la época, declaraciones que fueron tomadas por ambos poetas para estas definiciones de la poesía integral. 
Además de esta definición de la nueva estética que propugnaban, donde se remarca que la poesía debe ser un acto revolucionario, y que la poesía debe ser una especie de género literario absoluto ("La poesía es todo. Todos los elementos de la vida participan en la poesía. Nos interesa la problemática del individuo y de la masa... la poesía no se debe limitar, cumple muchas funciones: educativa, psicológica, antropológica, histórica, sociológica, tiene mucho de ensayo, de filosofía."), es fundamental notar que a partir del capítulo V del libro, titulado "Material para ser tomado en cuenta (y ciertas cosas de sumo interés) 1968-1969 (Poemas integrales)", Pimentel no solo enarbola la estética de la poesía integral, sino que sobre todo la plasma a través de diez poemas con un estilo que combina técnicas narrativas, conversacionales, teatrales, cinematográficas, ensayísticas, y un montaje de aliento épico que deja sentir los ritmos, la violencia y los personajes de la ciudad. "Kenacort y Valium 10" es, entonces, el libro fundacional de la ruptura estética y de la formulación tanto teórica como práctica de la "poesía integral". De hecho, su influencia es notoria en todos los libros horazeristas que saldrían posteriormente, que incluye a "Un par de vueltas por la realidad" (1971) de Ramírez Ruiz y "Los extramuros del mundo" (1971) de Enrique Verástegui. 
Otro aporte fundamental a la teoría y estética del poema integral vendría un año después, con el importante ensayo sobre la estética de la poesía integral y, por supuesto, con los poemas incluidos en Un par de vueltas por la realidad (1971) de Ramírez Ruiz. Vale la pena mencionar que la estética del poema integral fue enriqueciéndose con cada nuevo aporte, y que se consolidó a través de los libros de los principales miembros del movimiento, sobre todo en las que son consideradas sus obras maestras: además de las dos citadas, entran en esta categoría Tromba de agosto del primero y Las armas molidas del segundo;  En los extramuros del mundo y Ética de Enrique Verástegui; País interior y Cementerio general de Tulio Mora; Noches de adrenalina de Carmen Ollé.

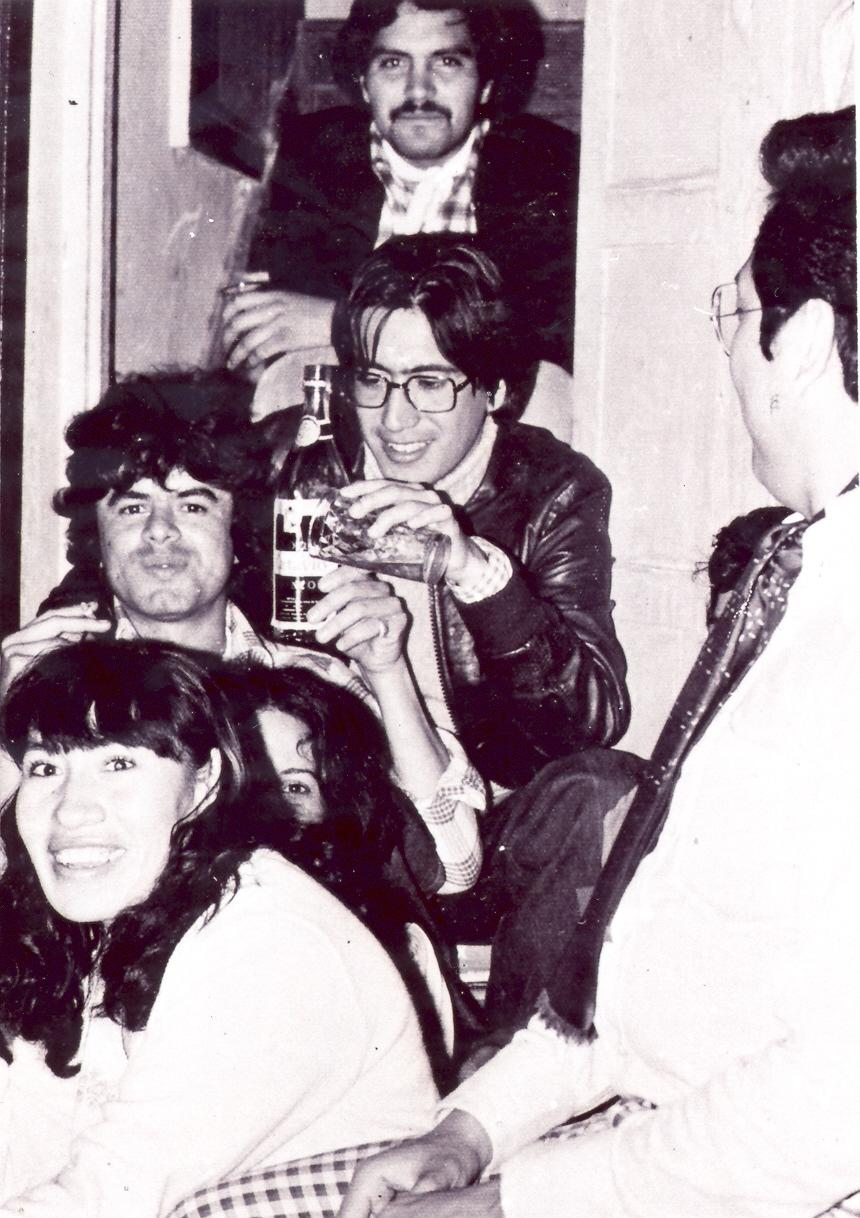
Jorge Pimentel, Tulio Mora y Burga en una fiesta horazerista, con Alfredo Pita como invitado (al centro), casa de Torres Paz, 1977.

Entre las principales características del "poema integral" que el movimiento enarboló como propuesta estética están: integración del poema de una individualidad en su contexto, o integración del poema dentro de su concreción sociohistórica y de su correspondiente dialéctica o dramaticidad ("totalización que amalgama el todo individual con el todo universal");  "escribir la angustia, escribir la lucha, escribir la violencia"; la potencialidad transformadora del poema, como "motivador para un cambio cualitativo individual"; destrucción de "la sintaxis tradicional" -"pálida y burguesa"- y ruptura en el plano lingüístico a través de la invención de nuevos términos extraídos del lenguaje de la calle o de un "lenguaje sencillo, popular, directo, duro y sano" que pueda expresar "la experiencia latinoamericana", y para aprehender lo "esencial-cotidiano" de una "problemática común"; buscar el "vitalismo de imágenes, ritmos y palabras", y la "dinamización, agilidad, elasticidad o plasticidad" del poema; hacer de todas las actividades o acciones del poeta, de su vida, "la prolongación de su acto creador", porque "un auténtico escritor que trabaje en poesía deberá escribir con toda su vida: debe decir no a la ironía, al humor conciliador y apuntar a la conquista de una poesía no-pequeñoburguesa"; evitar "el retorno a las viejas formas y ritmos" o el uso de "un lenguaje arcaizante o alienado"; y, finalmente, quizá lo más importante: "el rechazo de la poesía estrictamente lírica por un ritmo polifónico del poema que sume registros de distintos discursos (poético, narrativo, periodístico, ensayístico, radiofónico, etc.) en un solo texto para dar una idea integral de todos los lenguajes que caben en un ser humano". Los textos entre comillas son citas del ensayo Poesía Integral (Notas acerca de una primera hipótesis de trabajo). Primeros apuntes sobre la estética del Movimiento Hora Zero, de Juan Ramírez Ruiz, publicado en Un par de vueltas por la realidad; salvo la última cita tomada de Hora Zero, Año 21 -texto publicado en la revista L' imaginaire Nº 3, 1991-, de Tulio Mora.

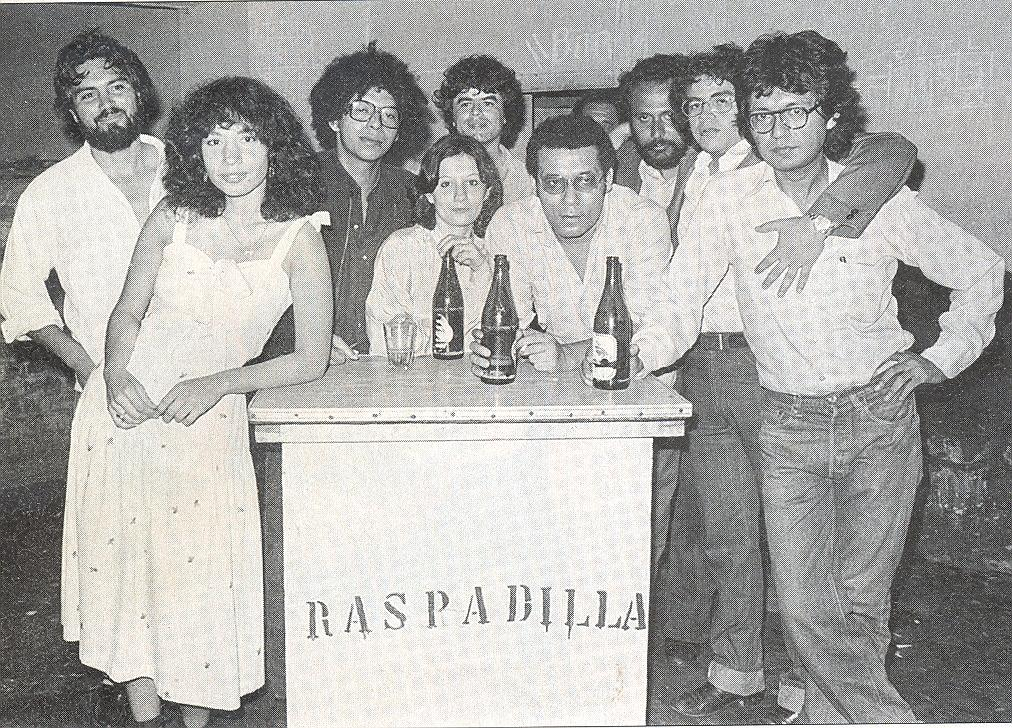
Mora, Dalmacia Ruiz Rosas, Verástegui, Carmen Ollé, Pimentel, Óscar Orellana, Alberto Ostolaza, Roger Santiváñez y E. Jáuregui en Recital Mayor, canchón del Jr. Moquegua, Lima, 1980.

Por otro lado, refiriéndose a Mitología, de Mora, la ensayista Consuelo Hernández cita el ensayo fundamental de este sobre Hora Zero, Los broches mayores del sonido, donde se hace un listado de las características que los militantes del grupo acordaron para el poema integral. Estas son, según Mora: "1) el equilibrio conflictivo de lo estético "culto" y lo popular-marginal, o abiertamente el rechazo de lo primero por la vigencia del segundo; 2) la poética de la experiencia ("el poema auténtico"); 3) la experimentación; 4) la asociación de diversos discursos (verso, narrativo, ensayístico, dramático, audiovisual, periodístico y otros); 5) la necesidad de nuevos perfiles humanos para hacer más verosímil una nueva subjetividad; 6) la negación del yo lírico diluyéndolo en otros sujetos propios de la poesía dramática o épica; 7) la fusión de las cuatro fuentes emisoras de poesía: cosmopolita, nativista, mitológica y urbana." Referencia tomada de: Tulio Mora. Mitología, Lima: Ediciones Art Lautrec/Hora Zero, 2001, p. 14.

## Hora Zero y feminismo
Hora Zero, como el más grande movimiento poético de vanguardia del Perú, fue también el primer movimiento en proclamarse como decididamente FEMINISTA. El acápite IV. b., titulado "Del aspecto feminista", del Manifiesto "Contragolpe al viento - Nuevas Respuestas", de 1977, marca el lanzamiento de la Segunda Etapa de Hora Zero. Entre las firmantes de este  manifiesto está Carmen Ollé, autora del  poemario "Noches de adrenalina" (1981). Las militantes y mujeres poetas de Hora Zero fueron muchas y su importancia y protagonismo fundamental, como está consignado en la referida antología preparada por Tulio Mora, "Los broches mayores del sonido" (2009). Las poetas y militantes horazeristas más conocidas, de Lima y provincias, fueron: Carmen Ollé, Enriqueta Belevan, Dalmacia Ruiz Rosas, Lucía Ocampo, Lina de Acevedo, Flor de María Ayala, Ana María Chagra, Elisa Che, Elsa Mayorga, y Cynthia Pimentel.
- Acápite IV.b. del Manifiesto "Contragolpe al viento - Nuevas Respuestas" (1977):
"Hora Zero afirma que en el campo de la cultura la mujer está tristemente marginada, que sus producciones son recibidas con silencio, indiferencia, burla y hasta desprecio como consecuencia del machismo que los críticos literarios (casi siempre frustrados escritores) ejercen implacablemente con la misma coherencia que el sistema capitalista ejerce con la mujer en todos los campos de la práctica social. En esta lucha por la reivindicación  de la mujer en la literatura, Hora Zero hace un llamado a todas las escritoras peruanas y latinoamericanas para nuclearse en torno al Movimiento y las saluda expresándoles que en este momento no tienen nada que perder y sí ganar todo un mundo lleno de experiencias cara a su propio despertar como compañeras de primera línea de la Revolución Proletaria."

## Repercusión e influencia en generaciones posteriores
A lo largo de su historia y como auténtica vanguardia, Hora Zero no solo propugnó una estética, o publicó revistas y periódicos de poesía, siempre con un corte iconoclasta o neorromántico, sino que también organizó cuatro Congresos, en el marco de los cuales se publicaron varios manifiestos importantes -algunos son: Contragolpe al Viento/Nuevas Respuestas; Mensaje desde Adentro; Desterrados por la Historia; Hora Zero, la última generación; Parte de Guerra -además de Palabras Urgentes.
Según el reconocido crítico peruano Ricardo González Vigil, Hora Zero, "con gran poder de convocatoria en diversas ciudades del país y con ramificaciones internacionales, se yergue como el movimiento poético más importante que haya tenido la literatura peruana".

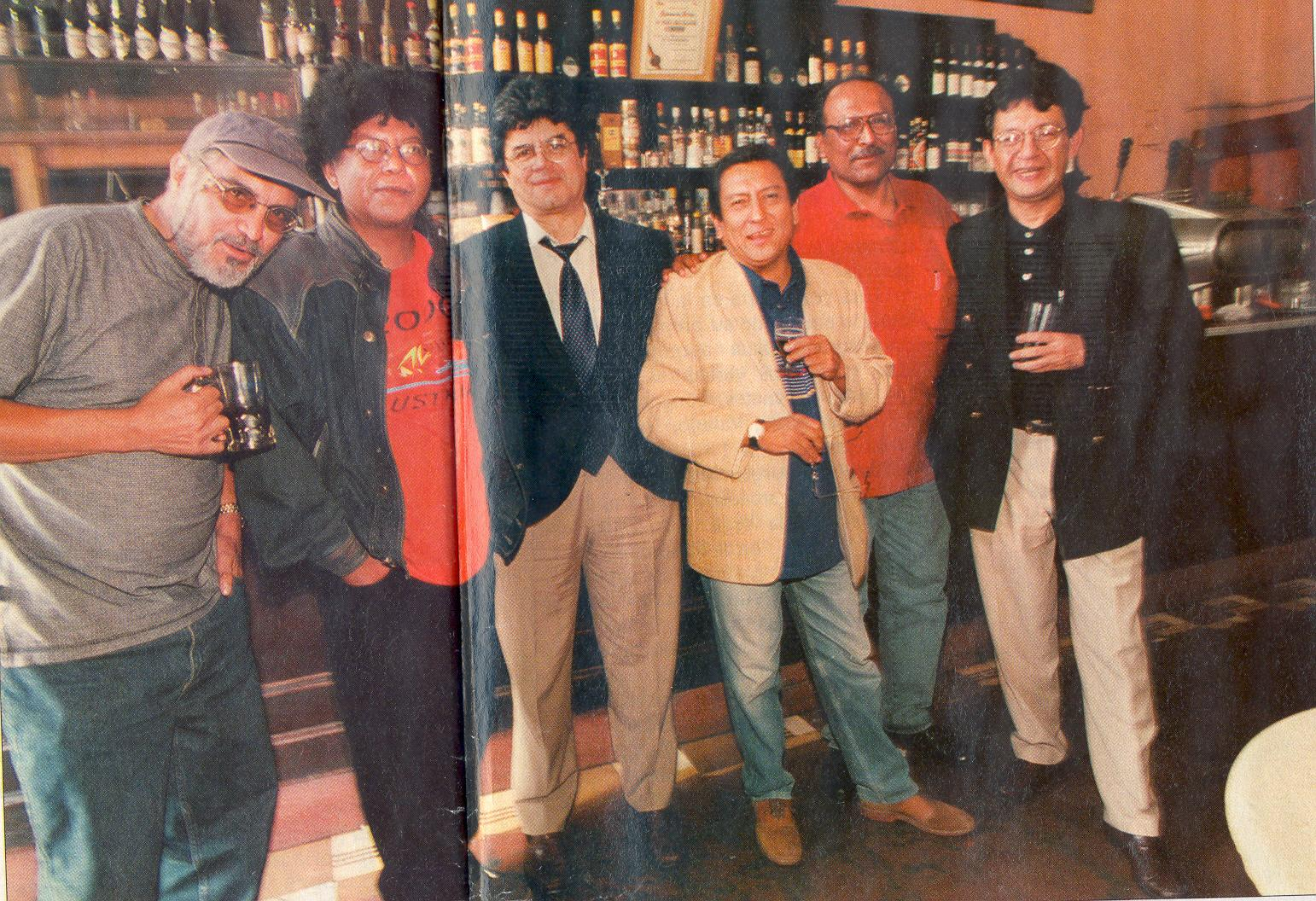
Mora, Verástegui, Pimentel, Burga, Ostolaza y Jáuregui en el Bar Cordano de Lima, 1999.

Un caso notorio de la influencia de Hora Zero en las generaciones posteriores, además del Infrarrealismo mexicano (quienes fueron casi coetáneos), es el de la agrupación peruana de la década del ochenta Kloaka, liderada por exmiembros de la segunda etapa de Hora Zero, como Roger Santiváñez y Dalmacia Ruiz Rosas. Otros grupos peruanos muy influidos por Hora Zero son Neón -ya en la década del noventa-.
Pueden encontrarse citas explícitas y veladas al movimiento Hora Zero y sus poetas en la novela de Roberto Bolaño, Los detectives salvajes (1998). En esta obra, ambientada en el D.F. (México), el joven protagonista se adhiere a los poetas "realvisceralistas", agrupación ficticia que a la vez hace alusión y rinde homenaje a Hora Zero y al infrarrealismo.

## Los broches mayores del sonido
El compendio hasta ahora más completo que se haya publicado acerca de la obra poética, narrativa y artística del Movimiento Hora Zero, que incluye además testimonios escritos y gráficos, precedidos de un enjundioso estudio redactado por Tulio Mora, es el libro Hora Zero, los broches mayores del sonido. Como se subrayó en la presentación celebrada en la Biblioteca Nacional a fines de 2009, se trata de una obra "fundamental para entender la dimensión nacional e internacional que le ha dado vigencia 40 años después de su surgimiento" y reúne "todos los aportes que dieron forma a un movimiento caracterizado por una actitud de permanente crítica y reflexión sobre la poesía y el nacimiento de una nueva estética". 

## Citas
"Compañeros: Veo que el primer número de Hora Zero lo han empezado con el pie derecho -que la próxima vez lo escriban con la mano."
Carta de Antonio Cisneros a Juan Ramírez Ruiz y a Jorge Pimentel.

"(...) la 'novísima' poesía estalla en 1970: la revista 'Hora Zero', que se define como una suma para 'materiales para una nueva época', arma el escándalo, y la acción directa de sus poetas lo mantiene vivo hasta que los periódicos y revistas de actualidades toman nota de él. (...) El público lector descubre un submundo: el de jóvenes creadores que se reúnen en cafés de mala muerte (el 'Palermo' y el 'Chino Chino' son los habituales), beben, eventualmente se drogan, injurian, leen, discuten frenéticamente; tienen un aire y fama previa de insolentes, de violentos, de malditos (...)"
José Miguel Oviedo

"Un día de marzo de 1970 Juan Ramírez Ruiz viajó hacia Chiclayo, (...), para visitar a sus familiares y una noche, en un café de Quilca leímos la carta que nos enviaba urgiéndonos a visitar Chiclayo para encontrarnos con los jóvenes poetas norteños y publicar una revista allí. Los poetas de Hora Zero, (....), se encontraban maravillados con la invitación y con Jorge Pimentel reunimos papel bulky y cartulinas rosado-salmón tomando nuestro ómnibus que, después de una pesada noche de viaje, nos depositó, (...), en uno de los paraderos de Chiclayo. Era la primera vez que me escapaba de mi casa, abandonaba los estudios en la universidad, y sólo me permití enviar un telegrama a casa diciéndoles que vagabundeaba por Chiclayo. (...)"
Enrique Verástegui.

"En 1970 era menos difícil vivir que ahora. Todavía mucha gente creía que el Perú era un país posible, (...) Era el segundo año del gobierno militar velazquista, la reforma agraria había sido decretada un año antes y el diario Expreso pasaba a manos de sus trabajadores. Para una mayoría considerable las cosas tenían un estremecimiento como el del terremoto de 1970 (...); pero era un estremecimiento más bien feliz, (...). Para los jóvenes estudiantes de literatura había libros, sus centros docentes no estaban quebrados, los bohemios podían pasar sus madrugadas plenas en los bares circundantes a la plaza San Martín, sin correr el riesgo de ser asaltados. En ese contexto nació Hora Zero."
Tulio Mora.

" HORA ZERO nació (...), por un acto casi heroico. Estar en la Villarreal en esos momentos (...) era ser un mártir. (...) Entonces HORA ZERO apareció en la Villarreal como una respuesta poética y política al APRA. (...) [Nosotros planteábamos] Que la poesía debía salir a las calles, que la poesía debía estar más al alcance del pueblo. (...) que la poesía debía ser más accecible, que debía traducir nuestra realidad con nuestra propia mierda sin ser por eso una poesía de slogan político, una poesía coyuntural."
Declaraciones de José Carlos Rodríguez a Roland Forgues.

"(...) Hora Zero se opuso tenazmente a la tentación del coyunturalismo como la fórmula poética del recambio, acusándola de simplista y de ser el nuevo disfraz de la poesía socialrealista de los años 50, es decir poesía política y nada más. (...) Hora Zero se batía en enormes polémicas para evitar que el facilismo se convirtiese en norma. Sin su advertencia la poesía peruana hubiera involucionado 20 años. (...)"
Tulio Mora

" (...) Yo soy un autor hecho aquí; le debo todo a Francia. Aquí formé también con otros poetas franceses, belgas, griegos y peruanos HORA ZERO INTERNACIONAL. Cuando hubo un homenaje a Jacques Prévert en Le Moulin Rouge, tiramos un trac que se llamaba 'Pitres ou Poètes'  (Payasos o Poetas) como una respuesta a la derecha, a Chirac, que trataban de recuperar a Prévert."
Declaraciones de José Carlos Rodríguez a Roland Forgues

" (...) El filósofo de Mario [Santiago] era Nietzsche, el mío Pascal. Pero en otros puntos nuestro acuerdo era completo, (...). Uno de esos puntos era Hora Zero y Pimentel, al que pronto se agregaría Ramírez Ruiz, a quien Mario leyó con mucho más cuidado que yo, y Nájar, Cerna, Tulio Mora y Verástegui. En general estábamos de acuerdo en que la joven poesía peruana era de lejos la mejor que se hacía en Latinoamérica en aquel momento, y cuando fundamos el infrarrealismo lo hicimos pensando no poco en Hora Zero, del cual nos sentíamos arte y parte. (...)"
Roberto Bolaño

(...) Hora Zero, con inusitada vitalidad y premonición, centrará las coordenadas del trabajo mental de sus miembros sobre puntos cruciales, épicos y comunes, fijados a largo plazo: Refundar el pensamiento, la moral y la éstetica; refundar el poder y la nación, refundar al hombre mismo. (...)
Ricardo Paredes Vassallo

(...) Hora Zero, pues, se mantiene vivo. No en la denuncia o respuesta más o menos virulenta que cualquier persona o situación pudiera motivar. Se encuentra vivo en la auténtica actitud creadora de los poetas que le son fieles y, sobre todo, en sus obras. Dícese que muchos son los llamados y pocos los escogidos. Intuyo que Hora Zero es el escogido y, por ello, acaso le toque la responsabilidad de desflorar el himen del siglo veintiuno."
Bernardo Rafael Álvarez

## Miembros históricos del Movimiento Hora Zero
Poesía
- Jorge Pimentel
- Juan Ramírez Ruiz
- Enrique Verástegui
- Tulio Mora
- Jorge Nájar
- Mario Luna
- Julio Polar
- José Carlos Rodríguez Nájar
- Flor de María Ayala
- José Cerna
- José Diez
- Carmen Ollé
- Ricardo Oré
- Cynthia Pimentel
- Elsa Mayorga
- Isaac Rupay
- Yulino Dávila
- Elisa Che
- Lina de Acevedo
- Ana María Chagra
- Ricardo Paredes Vassallo
- Enriqueta Belevan
- Rubén Urbizagástegui
- Elías Durand
- Alberto Colán

- Rosa Iñigo
- Lucía Ocampo
- Mateo Morales
- Feliciano Mejía
- Roger Santivañez
- Sergio Castillo
- Bernardo Rafael Álvarez
- Dalmacia Ruiz Rosas
- Miguel Silvestre
- Abel Herrera
- Óscar Orellana
- Fernando Obregón Rossi

Narrativa
- Eloy Jáuregui
- Miguel Burga
- Maynor Freyre
- Alejandro Sánchez Aizcorbe

Artes gráficas / pintura
- Yulino Dávila
- José Díez
- Alberto Escalante
- Carlos Ostolaza
- Oswaldo Higuchi

## Libros clásicos del Movimiento
- Kenacort y Valium 10 de Jorge Pimentel. Lima, Ediciones del Movimiento Hora Zero, 1970.
- Un par de vueltas por la realidad de Juan Ramírez Ruiz. Lima, Ediciones del Movimiento Hora Zero, 1971.
- En los extramuros del mundo de Enrique Verástegui. Lima, Carlos Milla Batres Ediciones, 1971.
- Noches de Adrenalina de Carmen Ollé. Lima, Cuadernos de Hipocampo, 1981.
- Cementerio general de Tulio Mora (Lluvia Editores, 1ª edición, 1988, 2ª edición ampliada, 1994, y traducida al inglés con el título "A mountain crowned by a cemetery", por David Tipton y Alita Kelley, Redbeck press, Bradford, England, 2001).
- HORA ZERO, Los broches mayores del sonido (Antología total, elaborada por Tulio Mora). Fondo Editorial Cultura Peruana, primera edición; 2009, y segunda edición: 2019.